# 列齒鰻
列齒鰻（学名：Xyrias revulsus）也称列齿蛇鳗，光唇蛇鳗，為輻鰭魚綱鰻鱺目糯鰻亞目蛇鰻科的其中一種，分布於印度太平洋區，從南非至菲律賓海域，北起日本，南迄澳洲，棲息深度146-209公尺，體長可達93公分，棲息在沙泥底質海域，為底棲性魚類，屬肉食性，生活習性不明。